# Chino nankinés
El nankinés, dialecto de Nanjing (en chino tradicional, 南京話; en chino simplificado, 南京话; pinyin, Nánjīng huà) o mandarin de Nankín es el dialecto de prestigio del mandarín hablado en el área urbana de Nankín (China). Forma parte del grupo de dialectos  mandarín jianghuai.

## Fonología
Varias características distinguen al dialecto de Nankín de otras variedades de mandarín. Mantiene la oclusiva glotal final y el tono entrante, que probablemente también tenían hasta hace poco el mandarín del norte y del suroeste . Al igual que el mandarín del norte, ha conservado las iniciales retroflejas del chino medio. Al igual que con otros dialectos mandarín jianghuai, el dialecto de Nankín ha perdido la inicial /n/ , que ha convertido en /l/ . Lo contrario ha ocurrido en el mandarín del suroeste, donde /l/ ha cambiado a /n/ . El mandarín del norte, por otro lado, distingue entre /l/  y /n/ iniciales.
Mientras que los dialectos del mandarín suelen presentar dos finales nasales (/n/ y /ŋ/), estos se han fusionado en uno en los dialectos jianghuai.

### Expansión
El chino más antiguo de Nankín era un antiguo dialecto de chino wu hablado durante la dinastía Jin Oriental. Después del levantamiento de Wu Hu, el emperador Jin y muchos chinos del norte huyeron hacia el sur, estableciendo la nueva capital, Jiankang, en lo que hoy es Nankín. Fue durante esa época cuando la antigua habla wu de Nankín fue reemplazada por mandarín jianghuai. Otros acontecimientos, como las rebeliones de Hou Jing durante la dinastía Liang, la invasión de la dinastía Chen por parte de la dinastía Sui que resultó en la destrucción de Jiankang, la reubicación de sureños por Ming Taizu desde debajo del Yangtze a su recién establecida capital (Nankín) y el establecimiento como capital del Reino Taiping durante la rebelión Taiping que resultó en una disminución significativa de la población de la ciudad. Todos estos eventos jugaron un papel en la formación del dialecto de Nanjing actual.

### Antiguo dialecto
El antiguo dialecto de Nankín se encuentra principalmente en comunidades antiguas de la ciudad y era la principal forma hablada en la década de 1930. 
|           |             | Labial | Dento-alveolar | Retrofleja | Alveolo-palatal | Velar  |
| --------- | ----------- | ------ | -------------- | ---------- | --------------- | ------ |
| Oclusiva  | aspirada    | pʰ ⟨p⟩ | tʰ ⟨t⟩         |            |                 | kʰ ⟨k⟩ |
| Oclusiva  | sin aspirar | p⟨b⟩   | t⟨d⟩           |            |                 | k ⟨g⟩  |
| Africada  | aspirada    |        | t͡sʰ⟨c⟩         | ʈ͡ʂʰ⟨ch⟩    | t͡ɕʰ ⟨q⟩         |        |
| Africada  | sin aspirar |        | t͡s⟨z⟩          | ʈ͡ʂ ⟨zh⟩    | t͡ɕ⟨j⟩           |        |
| Fricativa | Fricativa   | f ⟨f⟩  | s ⟨s⟩          | ʂ ⟨sh⟩     | ɕ ⟨x⟩           | x⟨h⟩   |
| Sonante   | Sonante     | m ⟨m⟩  | l ⟨l⟩          | ɻ⟨r⟩       |                 |        |

No existe /n/, que se fusionó con /l/
| Nucleo | Nucleo | ∅         | /a/     | /ɛ/     | /e/     | /o/     | /ɔ/      | /əi/      | /əɯ/      | /ã/       | /ẽ/      | /õ/       | /ə̃/      | /ɚ/    |
| ------ | ------ | --------- | ------- | ------- | ------- | ------- | -------- | --------- | --------- | --------- | -------- | --------- | -------- | ------ |
| Medial | ∅      | ɹ̩/ɻ̩ ⟨y/r⟩ | a ⟨a⟩   | ɛ ⟨ä⟩   | e ⟨e⟩   | o ⟨o⟩   | ɔ ⟨ao⟩   | əi ⟨ei⟩   | əɯ ⟨ou⟩   | ã ⟨ang⟩   | ẽ ⟨än⟩   | õ ⟨ong⟩   | ə̃ ⟨en⟩   | ɚ ⟨er⟩ |
| Medial | /i/    | i ⟨i⟩     | ia ⟨ia⟩ | iɛ ⟨iä⟩ | ie ⟨ie⟩ | io ⟨io⟩ | iɔ ⟨iao⟩ |           | iəɯ ⟨iou⟩ | iã ⟨iang⟩ | iẽ ⟨iän⟩ | iõ ⟨iong⟩ | ĩ ⟨in⟩   |        |
| Medial | /u/    | u̜ ⟨u⟩     | ua ⟨ua⟩ | uɛ ⟨uä⟩ |         |         |          | uəi ⟨uei⟩ |           | uã ⟨uang⟩ |          |           | uə̃ ⟨uen⟩ |        |
| Medial | /y/    | y ⟨ü⟩     |         |         | ye ⟨üe⟩ |         |          |           |           |           | yẽ ⟨üän⟩ |           | yĩ ⟨üin⟩ |        |

### Nuevo dialecto
El nuevo dialecto nankinés es la variedad que se habla con más frecuencia en la actualidad y, a menudo, se lo denomina simplemente "dialecto de Nankín". Tiene más influencia del dialecto de Pekín.
|           |             | Labial | Dento-alveolar | Retrofleja    | Alveolo-palatal | Velar  |
| --------- | ----------- | ------ | -------------- | ------------- | --------------- | ------ |
| Oclusiva  | aspirated   | pʰ ⟨p⟩ | tʰ ⟨t⟩         |               |                 | kʰ ⟨k⟩ |
| Oclusiva  | sin aspirar | p⟨b⟩   | t⟨d⟩           |               |                 | k ⟨g⟩  |
| Africada  | aspirated   |        | t͡sʰ⟨c⟩         | ʈ͡ʂʰ⟨ch⟩       | t͡ɕʰ ⟨q⟩         |        |
| Africada  | sin aspirar |        | t͡s⟨z⟩          | ʈ͡ʂ ⟨zh⟩       | t͡ɕ⟨j⟩           |        |
| Fricativa | Fricativa   | f ⟨f⟩  | s ⟨s⟩          | ʂ ⟨sh⟩, ʐ ⟨r⟩ | ɕ ⟨x⟩           | x⟨h⟩   |
| Sonante   | Sonante     | m ⟨m⟩  | l ⟨l⟩          |               |                 |        |

| Nucleo | Nucleo | ∅         | /a/     | /ɛ/     | /e/     | /o/     | /ɔ/      | /əi/      | /əɯ/      | /ã/       | /ẽ/      | /õ/       | /ə̃/      | /ɚ/    |
| ------ | ------ | --------- | ------- | ------- | ------- | ------- | -------- | --------- | --------- | --------- | -------- | --------- | -------- | ------ |
| Medial | ∅      | ɹ̩/ɻ̩ ⟨y/r⟩ | a ⟨a⟩   | ɛ ⟨ä⟩   | e ⟨e⟩   | o ⟨o⟩   | ɔ ⟨ao⟩   | əi ⟨ei⟩   | əɯ ⟨ou⟩   | ã ⟨ang⟩   | ẽ ⟨än⟩   | õ ⟨ong⟩   | ə̃ ⟨en⟩   | ɚ ⟨er⟩ |
| Medial | /i/    | i ⟨i⟩     | ia ⟨ia⟩ | iɛ ⟨iä⟩ | ie ⟨ie⟩ | io ⟨io⟩ | iɔ ⟨iao⟩ |           | iəɯ ⟨iou⟩ | iã ⟨iang⟩ | iẽ ⟨iän⟩ | iõ ⟨iong⟩ | ĩ ⟨in⟩   |        |
| Medial | /u/    | u̜ ⟨u⟩     | ua ⟨ua⟩ | uɛ ⟨uä⟩ |         |         |          | uəi ⟨uei⟩ |           | uã ⟨uang⟩ |          |           | uə̃ ⟨uen⟩ |        |
| Medial | /y/    | y ⟨ü⟩     |         |         | ye ⟨üe⟩ |         |          |           |           |           | yẽ ⟨üän⟩ |           | yĩ ⟨üin⟩ |        |

## Prominencia

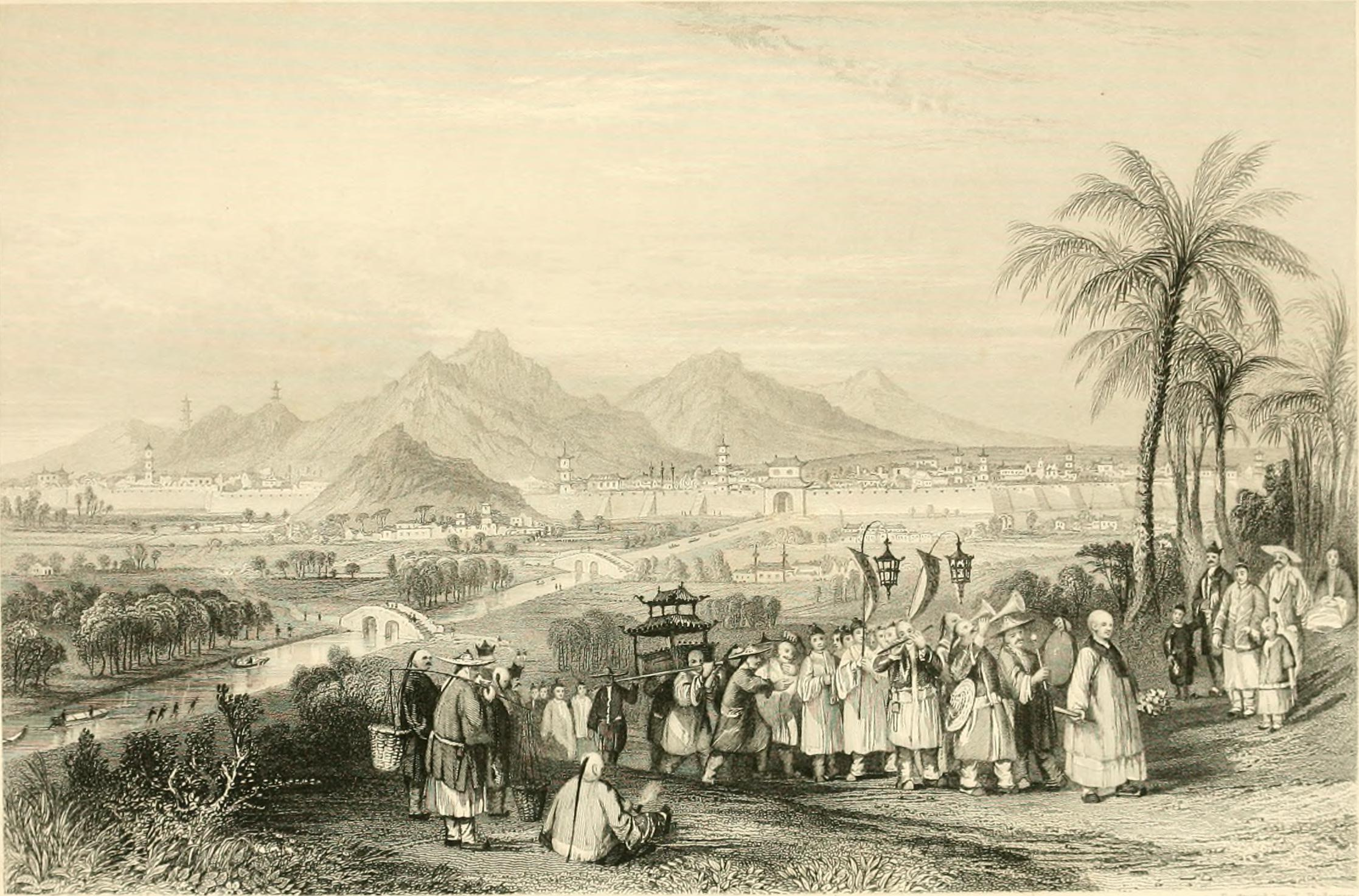
Estampa de una procesión en las afueras de Nankín a principios del. El lugar representado es la puerta de Sanshanmen, hoy Shuiximen

Algunos lingüistas han estudiado la influencia que tuvo el mandarín jianghuai nankinés en el koiné basado en el mandarín hablado por la dinastía Ming. Aunque se basaba en el dialecto nankinés, había diferencias importantes y este koiné exhibía características que no eran propias del jianghuai. Francisco Varo, un fraile dominico que vivió en la China del siglo XVII, señaló a Nankín como uno de varios lugares donde el habla mandarín era paralela a la de las élites.
Durante el siglo XIX, surgió una disputa sobre si los diplomáticos y traductores occidentales deberían preferir el dialecto de Nankín o el  de Pekín, ya que el prestigio del dialecto de Nankín parecía estar disminuyendo. [6] Incluso cuando estaba claro que el dialecto de Pekín había ganado prominencia, muchos sinólogos y misioneros mantuvieron su preferencia por el nankinés. El profesor Georg von der Gabelentz, radicado en Leipzig, incluso argumentó que el nankinés era preferible para los textos científicos porque tenía menos homófonos:

Sólo en tiempos recientes el dialecto del norte, pek-kuān-hoá, en la forma [hablada] en la capital, kīng-hoá, ha comenzado a luchar por lograr una aceptación general, y la lucha parece decidirse a su favor. . Es el preferido por los funcionarios y estudiado por los diplomáticos europeos. La beca no debe seguir esta práctica. El dialecto de Pekín es fonéticamente el más pobre de todos los dialectos y, por tanto, tiene el mayor número de homófonos. Por eso es muy inadecuado para fines científicos..

El libro Brújula mandarina (originalmente en japonés 官話指南) fue modificado con los tonos del dialecto de Nankín y publicado con comentarios en francés por el misionero francés Henri Boucher, radicado en Jiangnan. Calvin W. Mateer intentó llegar a un acuerdo entre el mandarín del norte y del sur en su libro Un curso de lecciones de mandarín, publicado en 1892.

## Estudios nankineses
Las obras más importantes escritas sobre el dialecto de Nankín incluyen Syllabar des Nankingdialektes oder der correkten Aussprache sammt Vocabular de Franz Kühnert y Die Nanking Kuanhua de K. Hemeling.
El vocabulario inglés y chino en el dialecto de la corte de Samuel Wells Williams se basó en el dialecto de Nankín, en lugar del dialecto de Pekín. Williams también describió las diferencias entre el mandarín de Nankín y Pekín en el mismo libro y señaló las formas en que se diferenciaban, como la palatalización de las velares antes de las vocales anteriores. Williams también señaló que los cambios fueron consistentes, por lo que cambiar entre pronunciaciones no era difícil.

### Romanización
En el siglo XIX y principios del XX, la romanización del mandarín consistió en pronunciaciones tanto de Pekín como de Nankín. El Chinese Recorder and Missionary Journal ofrecía una romanización que era beneficiosa para ambos dialectos. La revista explicaba que, por ejemplo, como 希 y西 se pronuncian igual en Pekín (pinyin, xī) pero de manera diferente en Nankín (si), el Sistema Estándar conserva las dos grafías. De manera similar, el sistema conserva contrastes en Pekín que faltan en Nankín, como el que existe entre官(pinyin, guān) y光(pinyin, guāng).

## Otras lecturas
- Hemeling, Karl Ernst Georg (1907). Die Nanking Kuanhua. Göttingen: Druck der Dieterich'schen Univ.-Buchdruckerei (W. Fr. Kaestner).
- Meigs, F. E. (1904). The Standard System of Mandarin Romanization. Shanghai: Educational Association of China. (radical index)
- Williams, Samuel Wells (1844). English and Chinese vocabulary in the court dialect. Macao: Office of the Chinese Repository.

- Datos: Q2681098